# Línea 45 (Córdoba)
La Línea 45 con la diferencia que su recorrido termina en Ciudad Universitaria, la parte restante del anterior recorrido del E es cubierta por la línea 70, es una línea de transporte urbano de pasajeros de la ciudad de Córdoba, Argentina. El servicio está actualmente operado por la empresa Coniferal.
Anteriormente el servicio de la línea 45 era denominada línea E desde 2002 por T.A.M.S.E., hasta que el 1 de marzo de 2014, por la implementación del nuevo sistema de transporte público, la E (que también era denominada la misma letra de la Ciudad de Córdoba se fusiona como 45 y operada por Aucor, más tarde Aucor deja de existir y pasa a manos de ERSA Urbano que hasta el 10 de mayo de 2024 deja de operar esta línea y pasa a Coniferal donde actualmente opera.

## Recorrido
De B° 20 De Junio hasta  UTN.
 Servicio diurno.
Ida: De Barrio 20 de junio – Calle Pública N.º 3– Dr. José Antonio Ceballos – Av. Santa Ana – Pasaje Curunao – Cleto Aguirre – Alto Alegre – José Corte Funes- Luz Vieyra Méndez – Sgto Mario A. Cisneros – Río Yuspe – Julia Funes de Bonet – Juana Manso – Julia Funes de Bonet – Guillermo Lewis – Pasco – Av. Don Bosco – Av. Río Bamba – Av. Colon – Av. Gral Paz – Vélez Sarsﬁeld – Av. Hipólito Irigoyen – Plaza España – Av. Concepción de Arenal – Enrique Barros – Los Nogales – Bv. De la Reforma – Haya de la Torre – Medina Allende – Maestro López hasta Cruz Roja Argentina. 
Regreso: Desde Cruz Roja Argentina y Maestro López por ésta – Medina Allende – Haya de la Torre – Bv. De la Reforma – Av. Los Nogales – Av. Concepción de Arenal – Túnel Plaza España – Bv. Chacabuco – Bv. Illia – Bv. San Juan – Mariano Moreno – Rodríguez Peña – Av. Colon – Pasco – Guillermo Lewis – Julia Funes de Bonet – Ernesti- na López de Nelson – Juana Manso – Luz Vieyra Méndez – José Cortes Funes – Alto Alegre – Cleto Aguirre – Curunao – Av. Santa Ana – Dr. José Antonio Ceballos – calle Pública de ingreso a Barrio 20 de Junio.